# Tarbes

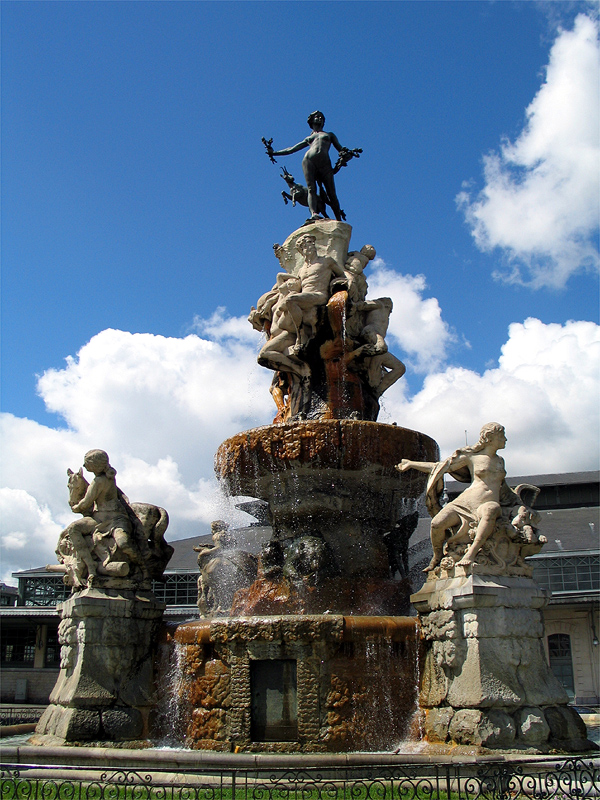
La fontana Montaut

Tarbes (in occitano: Tarba) è un comune francese di 45.613 abitanti, capoluogo del dipartimento degli Alti Pirenei, nella regione Occitania.

## Evoluzione
Un tempo di forte tradizione industriale, Tarbes sta ora cercando di diversificare le sue attività, in particolare nel settore aeronautico e della tecnologia di punta, o cosiddetta avanzata, intorno a diverse aree di attività, che sono in aumento.
La recente valorizzazione del fagiolo tarbese e di altre specialità regionali, mostra analogamente il desiderio di sviluppare l'industria agroalimentare, giustificando così il suo soprannome di città mercato.
Con 115.857 abitanti nel 2009, Tarbes è la seconda area urbana della regione, mentre l'unità urbana in senso stretto conta 77.305 abitanti.

## Geografia fisica

### Territorio
Tarbes è una città situata ai piedi dei Pirenei, nella ricca pianura agricola del fiume Adour, a 155 km a sud-ovest di Tolosa, 144 km ad est di Bayonne, 70 km a sud-ovest di Auch e 20 km a nord est di Lourdes.
Tarbes è ad un'ora e 30 minuti d'auto dall'Oceano Atlantico, a 3 ore dalla costa della Linguadoca, e 35 minuti delle prime stazioni sciistiche pirenaiche, e si trova ad un'altitudine media di 304 metri.

### Clima
Tarbes beneficia, grazie ad una posizione privilegiata nel bacino dell'Adour, situato in prossimità dell'Atlantico, di un clima suboceanico, piuttosto mite per la massima parte dell'anno e relativamente piovoso in ogni stagione (oltre 1.000 mm annui di media). Le estati sono moderatamente calde, l'autunno e la primavera tiepidi, mentre l'inverno è fresco o freddo, ma generalmente non rigido. In passato la città è stata tuttavia colpita, nei mesi invernali, da alcune ondate di gelo: nel gennaio 1985 il termometro segnò -17,9 °C (record storico dal 1934 ad oggi), e, inversamente, è stata registrata in estate una temperatura di 39 °C nell'agosto del 2003.
| Staz. di Tarbes (1982-2013) | Gen   | Feb  | Mar   | Apr   | Mag   | Giu  | Lug  | Ago  | Set  | Ott   | Nov   | Dic   | Anno   |
| --------------------------- | ----- | ---- | ----- | ----- | ----- | ---- | ---- | ---- | ---- | ----- | ----- | ----- | ------ |
| Tp. min. media (°C)         | 1,0   | 1,5  | 3,6   | 5,7   | 9,6   | 12,9 | 15,0 | 15,0 | 12,0 | 8,7   | 4,4   | 1,8   | 7,7    |
| Tp. media (°C)              | 5,7   | 6,4  | 8,9   | 10,8  | 14,6  | 17,9 | 20,1 | 20,2 | 17,5 | 14,0  | 9,1   | 6,5   | 12,7   |
| Tp. max. media (°C)         | 10,3  | 11,2 | 14,2  | 15,9  | 19,6  | 22,8 | 25,2 | 25,3 | 22,9 | 19,2  | 13,7  | 11,1  | 17,7   |
| Giorni di gelo              | 10,88 | 9,69 | 4,78  | 1,06  | 0     | 0    | 0    | 0    | 0    | 0,31  | 4,1   | 9,74  | 40,34  |
| Precipitazioni (mm)         | 95,3  | 83,0 | 85,3  | 110,7 | 114,2 | 78,4 | 57,7 | 66,0 | 72,3 | 84,3  | 103,5 | 92,0  | 1041,8 |
| Giorni di pioggia           | 10,59 | 9,5  | 10,16 | 12,53 | 12,91 | 9,75 | 7,19 | 8,47 | 8,53 | 10,28 | 10,16 | 10,29 | 120,35 |

## Toponomastica
La città è nominata per la prima volta nel V secolo come "Civitas Turba ubi castrum Bigorra (est)". Era un'importante città della Novempopulania. Gregorio di Tours nel VI secolo la nomina come Talvam vicum.
Nel Medioevo fu chiamata Tarbe (1214), Tursa, Tarvia (1284) od ancora Tarbia, da non confondere con le Tarbelles, la cui capitale era Dax. I suoi abitanti sono chiamati Tarbesi.

## Origine leggendaria del nome
La leggenda vuole che la regina d'Etiopia, Tarbis, propose il suo amore a Mosè e costui rifiutò. Inconsolabile, decise di lasciare il suo trono e di nascondere da lontano il suo disappunto. Dopo molte peregrinazioni, arrivò in Bigorra e fece costruire ai bordi dell'Adour la sua dimora per fondare la città di Tarbes, mentre sua sorella, sulle rive del Gave, fece sorgere Lourdes (Lurda o Lorda in occitano).

## Cultura

### Luoghi d'interesse
- Cattedrale di Tarbes, del XII secolo.
- Stazione di monta equina di Tarbes

## Società

### Evoluzione demografica
Abitanti censiti

## Amministrazione

### Gemellaggi
- Huesca, dal 1964
- Altenkirchen, dal 1972